# Каракемер (Хобдинський район)
Каракеме́р (каз. Қаракемер) — село у складі Хобдинського району Актюбінської області Казахстану. Входить до складу Кизилжарського сільського округу.
До 1998 року село називалося Брусиловка.
Населення — 159 осіб (2021; 245 у 2009, 530 у 1999, 766 у 1989).